# Maira villipes
Maira villipes là một loài ruồi trong họ Asilidae. Maira villipes được Doleschall miêu tả năm 1857. Loài này phân bố ở miền Australasia.